# Kampenhout
Kampenhout este o comună în provincia Brabantul Flamand, în Flandra, una dintre cele trei regiuni ale Belgiei. Comuna este formată din localitățile Kampenhout, Berg, Buken și Nederokkerzeel. Suprafața totală este de 33,49 km². Comuna Kampenhout este situată în zona flamandă vorbitoare de limba neerlandeză a Belgiei. La 1 ianuarie 2008 comuna avea o populație totală de 11.090 locuitori. 
1. ↑  Crossroad Bank of Enterprises, accesat în 14 iulie 2023